# 瑙吉奥塔德区
瑙吉奥塔德区（匈牙利語：Nagyatádi járás），是匈牙利绍莫吉州的一个区，总面积647.07平方公里，总人口26,003人（2011年），人口密度40人/平方公里。中心城市为瑙吉奧塔德。

## 市镇
瑙吉奥塔德区包含一个城镇和17个村庄。